# Terés Löf
Terés Löf, född 24 maj 1976, är en svensk pianist.
Hon är utbildad vid Kungliga Musikhögskolan i Stockholm, först för Esther Bodin-Karpe och under den påföljande diplomutbildningen för Staffan Scheja. Sin debut gjorde hon med Kungliga Filharmonikerna i Brahms första pianokonsert. Sedan dess har Löf verkat som frilansande pianist både som solist med orkester och i kammarmusiksammanhang. 
2001 mottog hon Gevalias musikpris.

## Priser och utmärkelser
- 2001 – Gevalias musikpris